# Thomas du Toit
Thomas Joubert du Toit (Ciudad del Cabo, 5 de mayo de 1995) es un jugador sudafricano de rugby que se desempeña como pilar y juega en los Sharks del United Rugby Championship. Es internacional con los Springboks desde 2018 y se consagró campeón del Mundo en Japón 2019.

## Selección nacional
Representó a los Baby Boks de 2014 y hasta el mundial de Italia 2015.
Rassie Erasmus lo convocó a los Springboks para disputar los test matches de mitad de año 2018 y debutó contra los Dragones rojos en el Estadio Robert F. Kennedy de los Estados Unidos. En total lleva 12 partidos jugados y ningún punto marcado.
Du Toit no fue nombrado inicialmente en el equipo de Sudáfrica para la Copa Mundial de Rugby de 2019. Sin embargo, fue llamado para reemplazar al lesionado Trevor Nyakane en el torneo. Sudáfrica ganó el torneo y derrotó a Inglaterra en la final. 

### Participaciones en Copas del Mundo
Erasmus lo llevó a Japón 2019 de urgencia; como reemplazo del lesionado Trevor Nyakane.
| Mundial                       | Sede  | Resultado | PJ | Tries |
| ----------------------------- | ----- | --------- | -- | ----- |
| Copa Mundial de Rugby de 2019 | Japón | Campeón   | 2  | 0     |

## Palmarés
- Campeón de la Currie Cup 2018.
- Copa Mundial de Rugby de 2019[4]